# Pierre de la Jugée
Pierre de la Jugée (ricordato anche come Pierre de la Montre) (Eyrein, 1319 – Pisa, 19 novembre 1376) è stato un cardinale e arcivescovo cattolico francese, noto come il Cardinal di Narbona.

## Biografia

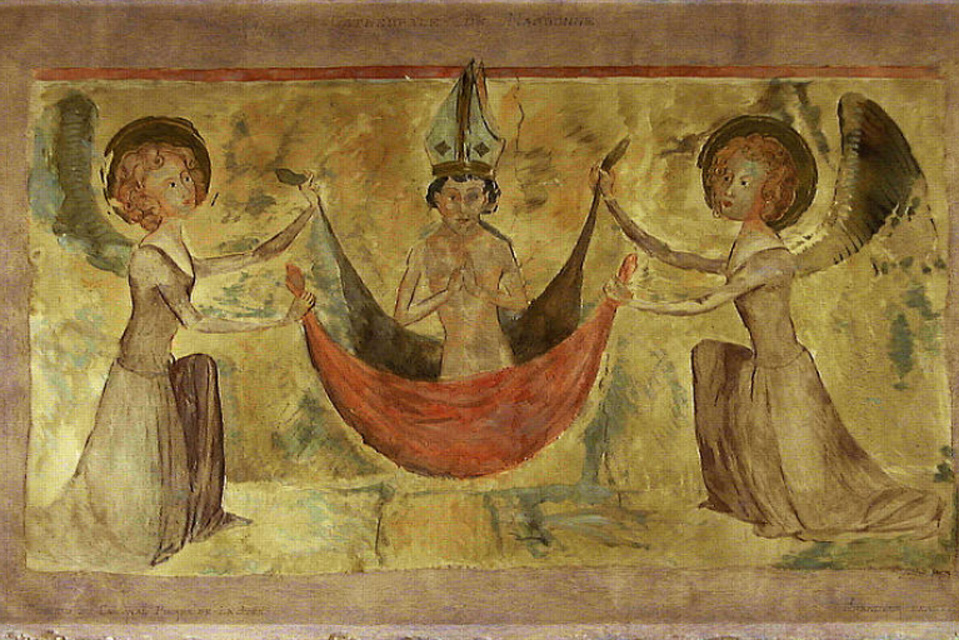
L'anima del cardinale Pierre de la Jugiée viene portata in cielo, affresco, Cattedrale di Narbona

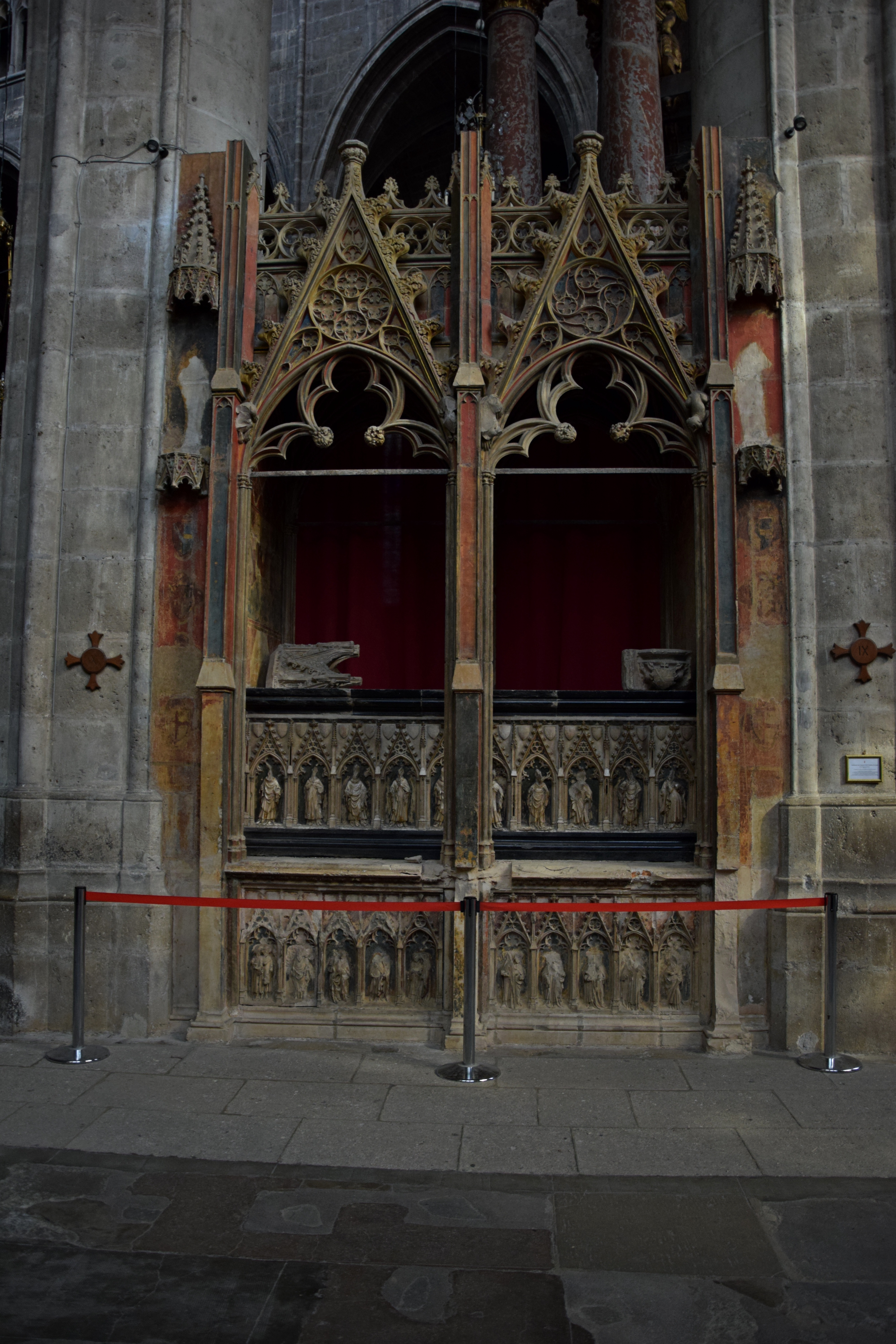
Tomba del cardinale Pierre de la Jugiée nella Cattedrale di Narbona

Figlio di Jacques de la Jugiée e di Guillaumette Rogier, era nipote di papa Clemente VI da parte di madre; inoltre era fratello del cardinale Guillaume de la Jugée e cugino di papa Gregorio XI.
Entrò in giovane età nell'Ordine di San Benedetto di Cluny. Completò gli studi in diritto canonico e ottenne un dottorato presso l'Università di Orléans. Fu priore di Sainte-Librade, nella diocesi di Agen, poi il 18 agosto 1342 divenne abate del monastero di Saint-Jean d'Angély e il 4 febbraio 1343 del monastero di Notre-Dame de la Grasse.
Il 2 marzo 1345 fu eletto vescovo di Saragozza; il 10 gennaio 1347 fu elevato alla sede metropolita di Narbona. Prese parte al concilio provinciale di Béziers nel 1351 e a quello di Lavaur nel 1368 e ne celebrò uno a Narbona nel 1374.
Fu legato del re Carlo V di Francia presso il papa Urbano V in Avignone fino al 1369. Il 27 agosto 1375 fu trasferito alla sede metropolitana di Rouen e mantenne la carica fino alla sua promozione al cardinalato, anche se non si insediò mai.
Fu creato cardinale presbitero nel concistoro del 20 dicembre 1375 con il titolo di San Clemente. Accompagnò papa Gregorio XI nel suo viaggio in Italia per la preparazione del ritorno a Roma della Corte papale. La flotta papale giunse a Livorno il 7 novembre 1376 e il cardinale rimase in quella città per circa una settimana, perché si era ammalato durante il tragitto. Fu trasportato a Pisa, dove morì.
Morì a Pisa il 19 novembre 1376 e fu sepolto nella Cattedrale di Pisa. In seguito i suoi resti furono trasferiti a Narbona, dove vennero sepolti nella cattedrale metropolitana in un maestoso monumento in stile gotico, tuttora visibile.

## Successione apostolica
La successione apostolica è:
- Vescovo Franciszek Rotwicz, O.F.M. (1346)
- Vescovo Bernard Fournier (1348)
- Vescovo Gisbert de Jean (1349)